# Adaminaby
Adaminaby ist ein kleiner Ort in den Snowy Mountains, in New South Wales, Australien, der 402 km von Sydney, 140 km von Canberra und 85 km von Cooma entfernt ist. Der Ort liegt auf 1.021 Meter über Meereshöhe nordwestlich am Snowy Mountains Highway. Es ist ein historischer Ort, der durch den Staudammbau des Lake Eucumbene 1957 neu gegründet wurde.
Adaminaby ist ein Ort, der für Forellenfischen bekannt ist. Er bietet aber auch Möglichkeiten zum Pferdesport, Buschwandern und Wassersport am Snowy-Mountains-System und im Winter Skisport.

## Geschichte

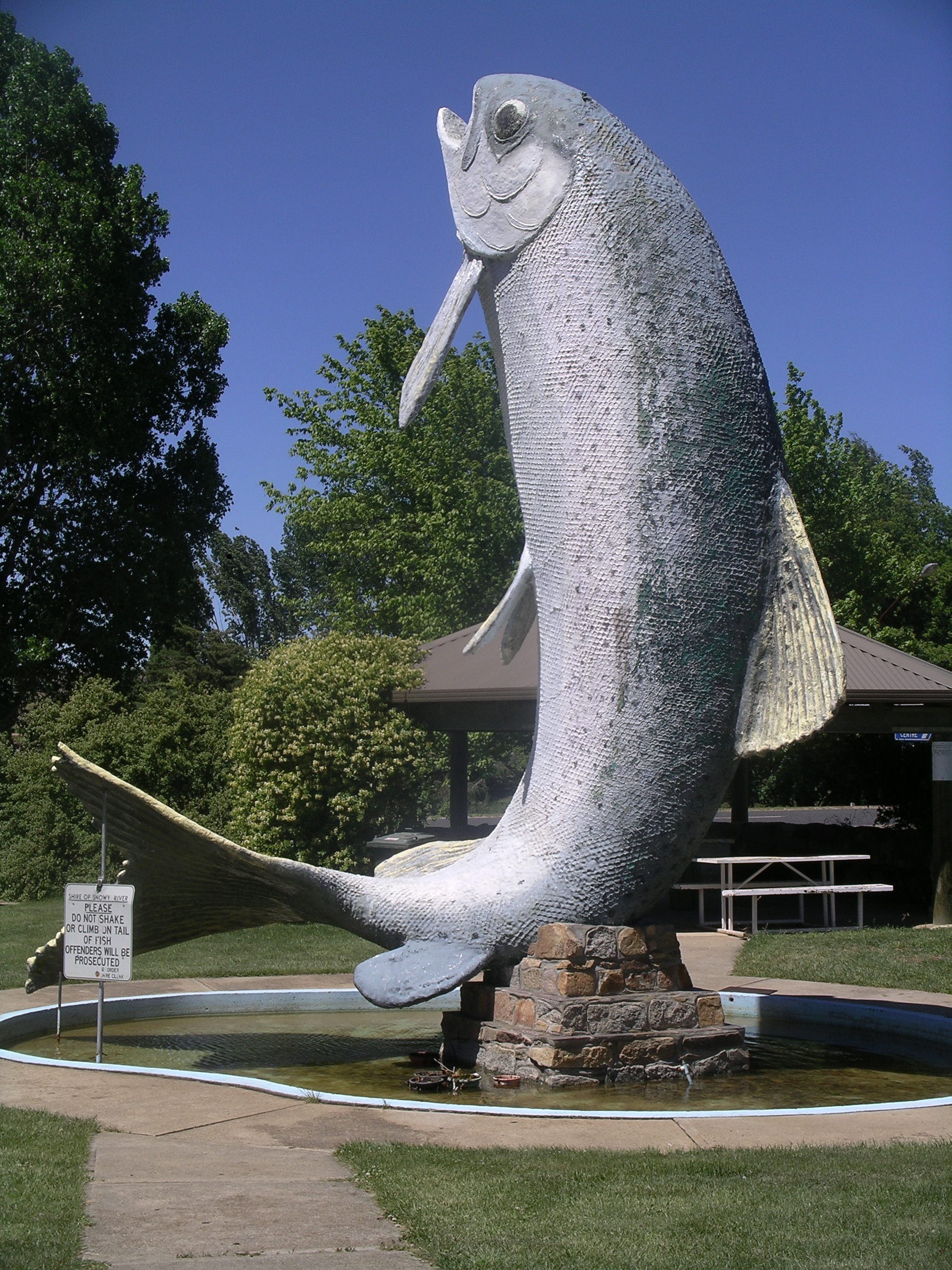
Das zehn Meter große Denkmal einer Forelle in Adaminaby

In dem Gebiet der Snowy Mountains lebten die Aborigines seit Jahrtausenden, wo sie ihren Lebensgewohnheiten und ihren kulturellen Ritualen als Jäger und Sammler bis etwa ins Jahr 1865 nachgingen.
Europäer kamen in den 1830er Jahren in dieses Gebiet und begannen Schafe und Rinder zu züchten. Es wird angenommen, dass sich der Abenteurer und Dichter Banjo Paterson von einem Viehtreiber dieser Gegend zum Gedicht The Man From Snowy River und auch der Dichter Barcroft Boake für On the Range inspirieren ließ.
Als 1859 in Kiandra Gold gefunden wurde, entwickelte sich durch norwegische Goldsucher das Skifahren auf den Selwyn Snowfields. Später wurde Adaminaby zu einem bedeutenden Skiort Australiens.
Heute ist das Gebiet um den Ort Teil des Kosciuszko National Park und der Mount Jagungal Wilderness Area.
1949 begann der Bau des größten Wasserkraftwerks Australiens, des Snowy Mountains Hydro-Electric Scheme, und über 100 Gebäude wurden am alten Ort abgebaut und neu errichtet.
Der Lake Eucumbene und die ihn umgebenden Flüsse sind berühmt für ihre großen Forellen. Im Ortskern befindet sich ein 10 Meter großes Denkmal einer Forelle.
Adaminaby ist auch durch den Film The Sundowner mit Robert Mitchum, Peter Ustinov und Deborah Kerr in Australien bekannt geworden.